# Bobby Clancy
Bobby Clancy   (14 de maig de 1927 - 6 de setembre de 2002) va ser un cantant i músic irlandès més conegut com a membre de The Clancy Brothers, un dels grups de folk irlandès amb més èxit i influència. Va acompanyar les seves cançons en banjo de cinc cordes, guitarra, bodhrán i harmònica.

## Primers anys
Bobby Clancy va néixer a Carrick-on-Suir, comtat de Tipperary, Irlanda, de Robert J. Clancy i Johanna McGrath. Era el germà bessó de Joan Clancy. Clancy va marxar de casa a finals dels anys quaranta per unir-se a la Royal Air Force (RAF) on va viatjar per tot Europa, inclosos Grècia i Egipte, on va aprendre moltes cançons populars. Més tard es va unir als seus germans grans Paddy Clancy i Tom Clancy a la ciutat de Nova York, on van treballar com a actors. El trio de vegades cantava, començant informalment el grup conegut més tard com els Clancy Brothers.
El 1955 Bobby va tornar a Irlanda per establir-se i dirigir el negoci d'assegurances del seu pare. Mentre el seu germà petit Liam Clancy va ocupar el seu lloc a Amèrica i va formar oficialment els germans Clancy i Tommy Makem amb Paddy, Tom Clancy i l'amic Tommy Makem, Bobby va forjar la seva pròpia carrera en solitari, a més d'interpretar l'altra meitat de dos duos, amb la germana Peg Clancy i una cantant de folk nord-americana anomenada Sharon Collen. Bobby i la seva germana Peg Clancy (també coneguda com a Peg Power) van gravar dos àlbums junts, Songs from Ireland el 1962 i As We Roved Outel 1964 i va fer una gira com a duo, apareixent a diversos programes de televisió irlandesos als anys seixanta, com As Zosimus Said. L'altre duet, Bobby Clancy i Sharon Collen, va aparèixer a la sessió de ballades de la televisió irlandesa el 1965. Segons diversos articles de diaris a "Google News Archives" van representar alguns programes als Estats Units. Com a solo, Bobby va portar el seu programa a la pantalla petita amb la seva pròpia sèrie de televisió a la televisió irlandesa, When Bobby Clancy Sings.
Es va casar amb Moira Mooney, mestra d'escola a mitjan anys seixanta. Junts van tenir quatre fills; tres filles, Aoife el 1966, Roisin el 1967 i Aideen el 1979, i un fill, Finbarr el 1970. Aoife Clancy i Finbarr Clancy van seguir els passos del seu pare i ara fan gires com a folk popular irlandès. El 2007, el fill Finbarr es va convertir en membre de "The High Kings".

## The Clancy Brothers
Quan Tommy Makem va marxar el 1969, Bobby va prendre el seu lloc i es va convertir en membre dels Clancy Brothers per primera vegada. Els quatre germans, Paddy, Tom, Bobby i Liam van llançar tres àlbums d'estudi, Clancy Brothers Christmas, Flowers in the Valley i Welcome to Our House. Els dos primers àlbums es van produir amb Columbia Records, mentre que aquest darrer es va publicar amb Audio Fidelity Records.
El mandat inicial de Bobby amb els Clancy Brothers va ser de curta durada. Segons els fans [qui?] que va parlar amb el grup al llarg dels anys, però sense verificar als mitjans de comunicació, ell i Liam van entrar en una discussió que va provocar que Bobby deixés el grup. Bobby va reprendre el seu treball en solitari, llançant un àlbum en solitari Good Times When Bobby Clancy Sings i apareixent en directe en un àlbum recopilatori d'un Festival Folk Alemany de 1974, tots dos el 1974. Vivint a Mattapoisett, Massachusetts a principis dels anys setanta, Bobby va fer un cameo sorpresa l'especial de televisió de Brockton, Massachusetts dels seus germans el 1974, on va dirigir els germans i l'actual quart membre Louis Killen a "Mountain Tay".
El 1976, els Clancy Brothers es van dissoldre durant uns mesos. Liam Clancy i Louis Killen van deixar el grup i els germans restants Paddy i Tom van decidir fer un descans. El 1977 es van iniciar els plans per reagrupar-se i Paddy i Tom van demanar a Bobby que s'hi unís. Els tres germans van reclutar al seu nebot, el cantautor Robbie O'Connell. El quartet realitzava gires a temps parcial, realitzant gires de tres mesos cada any al març, agost i novembre només als Estats Units. Van llançar dos àlbums, tots dos en directe, un el 1982 i l'altre el 1988, Clancy Brothers i Robbie O'Connell Live! i Tunes and Tales of Ireland respectivament. Durant la resta de l'any, Bobby va continuar dirigint el negoci d'assegurances a Carrick-on-Suir i va continuar actuant en solitari a Irlanda.
El germà petit Liam Clancy es va unir a Bobby, Paddy i Robbie el 1990 quan el germà Tom va ser diagnosticat i posteriorment va sucumbir a càncer d'estómac el novembre de 1990. Els Clancy Brothers i Robbie O'Connell, ara Paddy, Bobby i Liam, van actuar amb més freqüència del que tenien els anys setanta i vuitanta, apareixent a nombrosos programes de televisió a Amèrica i Irlanda, sobretot en directe amb Regis i Kathie Lee el 1991, 1993 i 1995, la celebració del concert del 30è aniversari de Bob Dylan el 1992 i "Lifelines" de RTÉ el 1994. El quartet va llançar el primer àlbum d'estudi del grup en més de 20 anys, Older But No Wiser, a finals de 1995, un títol d'àlbum encunyat per l'esposa de Bobby, Moira. Poc després del llançament de l'àlbum, Liam Clancy i Robbie O'Connell va deixar el grup. Bobby i Paddy van continuar actuant amb el fill de Bobby, Finbarr Clancy, i l'amic Eddie Dillon de Boston. Aquesta nova formació va realitzar una gira fins al novembre de 1998, quan Paddy va morir a causa d'un càncer de pulmó.

## Anys posteriors i mort
Ara com a trio, els Clancys i Eddie Dillon van gravar dos àlbums en directe, Clancy Sing-a-Long Songs i Once in a Lifetime: An Evening of Fine Irish Music. Bobby Clancy va publicar dos àlbums en solitari addicionals, The Quiet Land i Make Me a Cup, el 1999 i el 2000 amb el segell Ark Albums, un estudi de gravació i una companyia a Fairhaven, Massachusetts.
El 1999 a Bobby se li va diagnosticar fibrosi pulmonar i el 2000 no va poder actuar d'en peus. El trio havia de fer tots els seus concerts assegut. Al març del 2002, no va poder actuar i va haver de deixar una gira programada. El 6 de setembre de 2002, Bobby Clancy va morir als 75 anys. Va deixar enrere una germana bessona, els germans Peg i Liam, la seva dona, quatre fills i dos nets.

## Discografia en solitari / Aparicions de convidats
- 1962 - So Early in the Morning - CD Tradition / Rykodisc
- 1963 - Peg & Bobby Clancy: Songs From Ireland - Tradition LP / Collectables CD
- 1964 - As We Roved Out - LP del London Globe
- 1974 - Irish Folk Festival - Intercord LP / CD
- 1974 - Good Times When Bobby Clancy Sings - Talbot LP
- 1999 - The Quiet Land - ARK CD
- 1999 - Clancy Sing Along Songs - ARK CD
- 1999 - Cherish the Ladies: At Home - CD de RCA Victor
- 2000 - Cherish the Ladies: The Girls Won't Leave the Boys Alone - CD de Windham Hill
- 2000 - Make Me a Cup - ARK CD
- 2001 - Once in a Lifetime: An Evening of Fine Irish Music - ARK CD (descatalogat)
- 2002 - Aoife Clancy: Silvery Moon - CD de Appleseed

Altres aparicions es poden trobar a la discografia de Clancy Brothers